# 津和野城
津和野城是位在日本島根縣鹿足郡津和野町的一座山城。別名三本松城、石蕗城。鎌倉時代，元寇襲來之後，由吉見賴行在1295年築城。江戶時代是津和野藩龜井氏之居城，隨著廢藩置縣而在1871年廢城、1874年拆除，僅留下一部份石垣及護城河。1942年被指定為國之史跡，2006年列為日本100名城第66號。

## 關連項目
- 日本城堡列表
- 日本100名城

## 外部連結
- 島根県遺跡データベース （页面存档备份，存于）